# Oxê (odu)

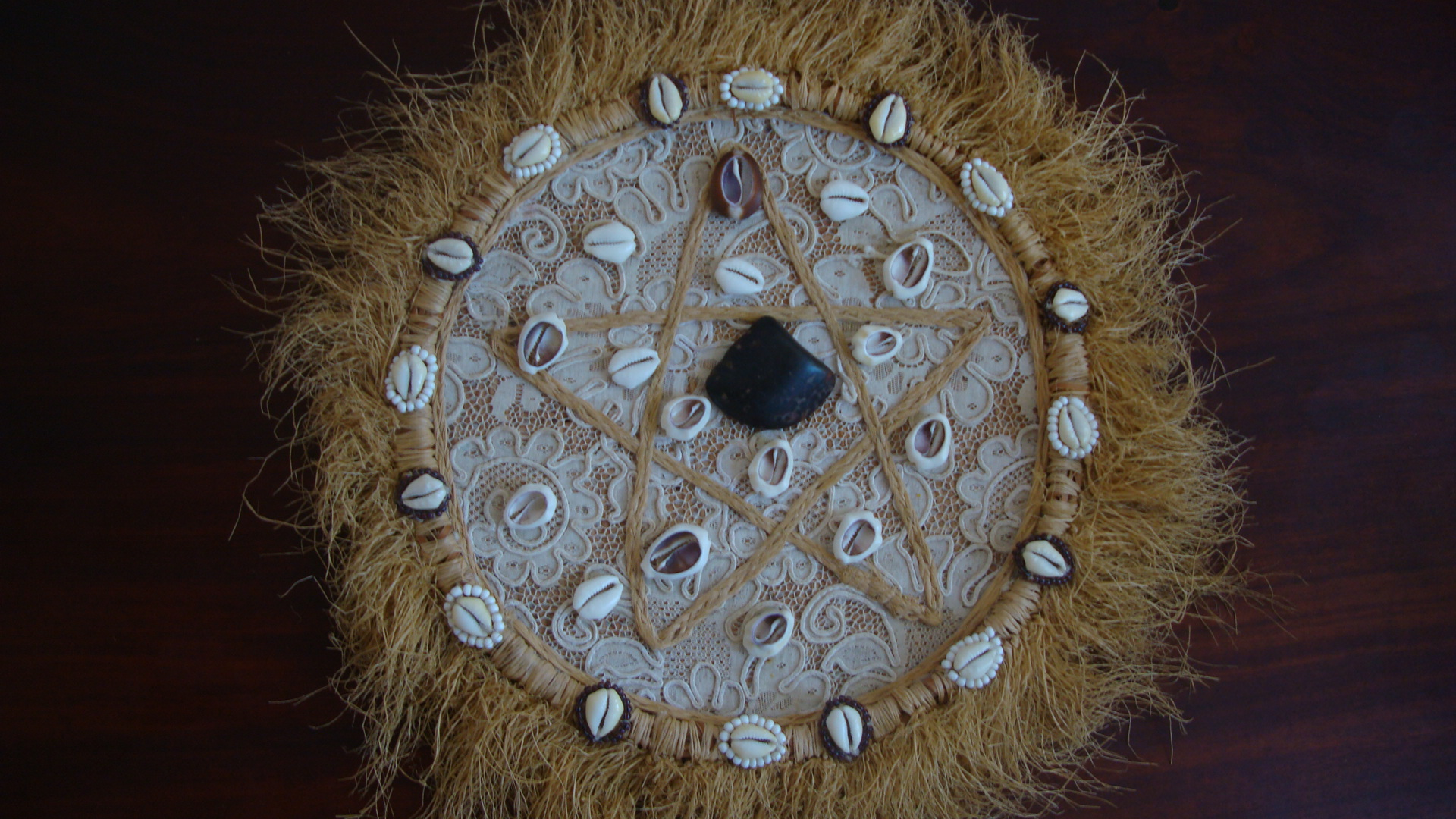
Oxê

Oxê é um odu do oráculo de ifá, representado no merindilogum com cinco conchas abertas pela natureza e onze fechadas. Nesta caída responde Oxum, Iemanjá e Iami. Consulente com grandes possibilidades de relacionamento duradouro, busca o prazer em tudo que faz, amável e responsável. Deve-se chamar atenção para os problemas ligado ao aparelho reprodutor.

## Tipo deebómais comum
Um peixe vermelho, cinco búzios, cinco ovos, cinco obis, cinco folhas de acocô, uma cabaça e areia de rio. Corta-se a cabaça no sentido horizontal e coloca-se areia de rio dentro. Passa-se o peixe na pessoa e arruma-se dentro da cabaça, sobre a areia. Passam-se os demais ingredientes e vai-se arrumando em volta do peixe, dentro da cabaça. (Os ovos são crus e não podem ser quebrados). Tampa-se a cabaça com sua parte superior e embrulha-se com um pano colorido. Pendura-se o embrulho no galho de uma árvore na beira de um rio.
Presente às Iamis para se livrar de invejas, feitiços, enviados por terceiros:
5 bolos de farinha, 5 bolos de arroz, 5 ovos, 5 moedas, 5 velas acesas ao redor de um alguidar forrado com morim branco.
Colocar no pé de uma jaqueira, o consulente deverá apenas tocar as coisas na testa e no peito e colocar no alguidar. Isto poderá ser feito tanto no amanhecer quanto no entardecer. Quanto ao presente, entregar na cachoeira em lugar alto, na volta dar comida a oxum e iemanjá, fazendo oriqui de cada um, depois ver a possibilidade de realizar um bori.